# Liste der Nummer-eins-Hits in den USA (1973)
Dies ist eine Liste der Nummer-eins-Hits in den von Billboard ermittelten Charts in den USA (Hot 100) im Jahr 1973. In diesem Jahr gab es siebenundzwanzig Nummer-eins-Singles und achtzehn Nummer-eins-Alben.

## Singles
| ← 1972 ← | Liste der Nummer-eins-Hits in den USA | Liste der Nummer-eins-Hits in den USA | Liste der Nummer-eins-Hits in den USA                                     | 1974 →                    |
| \| Zeitraum \| Wo. ges. \| Interpret \| Titel Autor(en) \| Zusätzliche Informationen \| \| (Zeitraum, Wochen auf Platz eins, Interpret, Titel, Autor[en], zusätzliche Informationen) \| \| \| \| \| \| ----------------------------------------------------------------------------------------- \| -------- \| ------------------------ \| ---------------------------------------------------------------------------- \| ------------------------- \| \| 16. Dezember 1972 – 5. Januar 1973 3 Wochen (insgesamt 3) \| 3 \| Billy Paul \| Me and Mrs. Jones[1] Kenny Gamble, Leon Huff, Cary Gilbert \| - \| \| 6. Januar 1973 – 26. Januar 1973 3 Wochen (insgesamt 3) \| 3 \| Carly Simon \| You’re So Vain[2] Carly Simon \| - \| \| 27. Januar 1973 – 2. Februar 1973 1 Woche (insgesamt 1) \| 1 \| Stevie Wonder \| Superstition[3] Stevie Wonder \| - \| \| 3. Februar 1973 – 23. Februar 1973 3 Wochen (insgesamt 3) \| 3 \| Elton John \| Crocodile Rock[4] Elton John, Bernie Taupin \| - \| \| 24. Februar 1973 – 23. März 1973 4 Wochen (insgesamt 9) \| 9 \| Roberta Flack \| Killing Me Softly with His Song[5] Charles Fox, Norman Gimbel \| - \| \| 24. März 1973 – 30. März 1973 1 Woche (insgesamt 1) \| 1 \| The O’Jays \| Love Train[6] Kenny Gamble, Leon Huff \| - \| \| 31. März 1973 – 6. April 1973 1 Woche (insgesamt 9) \| 9 \| Roberta Flack \| Killing Me Softly with His Song Charles Fox, Norman Gimbel \| - \| \| 7. April 1973 – 20. April 1973 2 Wochen (insgesamt 2) \| 2 \| Vicki Lawrence \| The Night the Lights Went out in Georgia[7] Bobby Russell \| - \| \| 21. April 1973 – 18. Mai 1973 4 Wochen (insgesamt 4) \| 4 \| Dawn feat. Tony Orlando \| Tie a Yellow Ribbon Round the Ole Oak Tree[8] Irwin Levine, L. Russell Brown \| - \| \| 19. Mai 1973 – 25. Mai 1973 1 Woche (insgesamt 1) \| 1 \| Stevie Wonder \| You Are the Sunshine of My Life[9] Stevie Wonder \| - \| \| 26. Mai 1973 – 1. Juni 1973 1 Woche (insgesamt 1) \| 1 \| The Edgar Winter Group \| Frankenstein[10] Edgar Winter \| - \| \| 2. Juni 1973 – 29. Juni 1973 4 Wochen (insgesamt 4) \| 4 \| Paul McCartney & Wings \| My Love[11] Paul McCartney \| - \| \| 30. Juni 1973 – 6. Juli 1973 1 Woche (insgesamt 1) \| 1 \| George Harrison \| Give Me Love (Give Me Peace on Earth)[12] George Harrison \| - \| \| 7. Juli 1973 – 20. Juli 1973 2 Wochen (insgesamt 2) \| 2 \| Billy Preston \| Will It Go Round in Circles[13] Billy Preston, Bruce Fisher \| - \| \| 21. Juli 1973 – 3. August 1973 2 Wochen (insgesamt 2) \| 2 \| Jim Croce \| Bad, Bad Leroy Brown[14] Jim Croce \| - \| \| 4. August 1973 – 17. August 1973 2 Wochen (insgesamt 2) \| 2 \| Maureen McGovern \| The Morning After[15] Al Kasha, Joel Hirschhorn \| - \| \| 18. August 1973 – 24. August 1973 1 Woche (insgesamt 1) \| 1 \| Diana Ross \| Touch Me in the Morning[16] Michael Masser, Ron Miller \| - \| \| 25. August 1973 – 7. September 1973 2 Wochen (insgesamt 2) \| 2 \| Stories \| Brother Louie[17] Errol Brown, Tony Wilson \| - \| \| 8. September 1973 – 14. September 1973 1 Woche (insgesamt 2) \| 2 \| Marvin Gaye \| Let’s Get It On[18] Ed Townsend \| - \| \| 15. September 1973 – 21. September 1973 1 Woche (insgesamt 1) \| 1 \| Helen Reddy \| Delta Dawn[19] Larry Collins, Alex Harvey \| - \| \| 22. September 1973 – 28. September 1973 1 Woche (insgesamt 2) \| 2 \| Marvin Gaye \| Let’s Get It On Ed Townsend \| - \| \| 29. September 1973 – 5. Oktober 1973 1 Woche (insgesamt 1) \| 1 \| Grand Funk \| We’re an American Band[20] Don Brewer \| - \| \| 6. Oktober 1973 – 19. Oktober 1973 2 Wochen (insgesamt 2) \| 2 \| Cher \| Half-Breed[21] Al Capps, Mary Dean \| - \| \| 20. Oktober 1973 – 26. Oktober 1973 1 Woche (insgesamt 1) \| 1 \| The Rolling Stones \| Angie[22] Mick Jagger, Keith Richards \| - \| \| 27. Oktober 1973 – 9. November 1973 2 Wochen (insgesamt 2) \| 2 \| Gladys Knight & The Pips \| Midnight Train to Georgia[23] Jim Weatherly \| - \| \| 10. November 1973 – 23. November 1973 2 Wochen (insgesamt 2) \| 2 \| Eddie Kendricks \| Keep on Truckin’[24] Frank Wilson, Anita Poree, Leonard Caston \| - \| \| 24. November 1973 – 30. November 1973 1 Woche (insgesamt 1) \| 1 \| Ringo Starr \| Photograph[25] George Harrison, Richard Starkey \| - \| \| 1. Dezember 1973 – 14. Dezember 1973 2 Wochen (insgesamt 2) \| 2 \| The Carpenters \| Top of the World[26] Richard Carpenter, John Bettis \| - \| \| 15. Dezember 1973 – 28. Dezember 1973 2 Wochen (insgesamt 2) \| 2 \| Charlie Rich \| The Most Beautiful Girl[27] Billy Sherrill, Norro Wilson, Rory Bourke \| - \| |                                       |                                       |                                                                           |                           |
| ← 1972 |                                       |                                       |                                                                           | → 1974 →                  |
| Zeitraum | Wo. ges.                              | Interpret                             | Titel Autor(en)                                                           | Zusätzliche Informationen |
| (Zeitraum, Wochen auf Platz eins, Interpret, Titel, Autor[en], zusätzliche Informationen) |                                       |                                       |                                                                           |                           |
| 16. Dezember 1972 – 5. Januar 1973 3 Wochen (insgesamt 3) | 3                                     | Billy Paul                            | Me and Mrs. Jones Kenny Gamble, Leon Huff, Cary Gilbert                   | -                         |
| 6. Januar 1973 – 26. Januar 1973 3 Wochen (insgesamt 3) | 3                                     | Carly Simon                           | You’re So Vain Carly Simon                                                | -                         |
| 27. Januar 1973 – 2. Februar 1973 1 Woche (insgesamt 1) | 1                                     | Stevie Wonder                         | Superstition Stevie Wonder                                                | -                         |
| 3. Februar 1973 – 23. Februar 1973 3 Wochen (insgesamt 3) | 3                                     | Elton John                            | Crocodile Rock Elton John, Bernie Taupin                                  | -                         |
| 24. Februar 1973 – 23. März 1973 4 Wochen (insgesamt 9) | 9                                     | Roberta Flack                         | Killing Me Softly with His Song Charles Fox, Norman Gimbel                | -                         |
| 24. März 1973 – 30. März 1973 1 Woche (insgesamt 1) | 1                                     | The O’Jays                            | Love Train Kenny Gamble, Leon Huff                                        | -                         |
| 31. März 1973 – 6. April 1973 1 Woche (insgesamt 9) | 9                                     | Roberta Flack                         | Killing Me Softly with His Song Charles Fox, Norman Gimbel                | -                         |
| 7. April 1973 – 20. April 1973 2 Wochen (insgesamt 2) | 2                                     | Vicki Lawrence                        | The Night the Lights Went out in Georgia Bobby Russell                    | -                         |
| 21. April 1973 – 18. Mai 1973 4 Wochen (insgesamt 4) | 4                                     | Dawn feat. Tony Orlando               | Tie a Yellow Ribbon Round the Ole Oak Tree Irwin Levine, L. Russell Brown | -                         |
| 19. Mai 1973 – 25. Mai 1973 1 Woche (insgesamt 1) | 1                                     | Stevie Wonder                         | You Are the Sunshine of My Life Stevie Wonder                             | -                         |
| 26. Mai 1973 – 1. Juni 1973 1 Woche (insgesamt 1) | 1                                     | The Edgar Winter Group                | Frankenstein Edgar Winter                                                 | -                         |
| 2. Juni 1973 – 29. Juni 1973 4 Wochen (insgesamt 4) | 4                                     | Paul McCartney & Wings                | My Love Paul McCartney                                                    | -                         |
| 30. Juni 1973 – 6. Juli 1973 1 Woche (insgesamt 1) | 1                                     | George Harrison                       | Give Me Love (Give Me Peace on Earth) George Harrison                     | -                         |
| 7. Juli 1973 – 20. Juli 1973 2 Wochen (insgesamt 2) | 2                                     | Billy Preston                         | Will It Go Round in Circles Billy Preston, Bruce Fisher                   | -                         |
| 21. Juli 1973 – 3. August 1973 2 Wochen (insgesamt 2) | 2                                     | Jim Croce                             | Bad, Bad Leroy Brown Jim Croce                                            | -                         |
| 4. August 1973 – 17. August 1973 2 Wochen (insgesamt 2) | 2                                     | Maureen McGovern                      | The Morning After Al Kasha, Joel Hirschhorn                               | -                         |
| 18. August 1973 – 24. August 1973 1 Woche (insgesamt 1) | 1                                     | Diana Ross                            | Touch Me in the Morning Michael Masser, Ron Miller                        | -                         |
| 25. August 1973 – 7. September 1973 2 Wochen (insgesamt 2) | 2                                     | Stories                               | Brother Louie Errol Brown, Tony Wilson                                    | -                         |
| 8. September 1973 – 14. September 1973 1 Woche (insgesamt 2) | 2                                     | Marvin Gaye                           | Let’s Get It On Ed Townsend                                               | -                         |
| 15. September 1973 – 21. September 1973 1 Woche (insgesamt 1) | 1                                     | Helen Reddy                           | Delta Dawn Larry Collins, Alex Harvey                                     | -                         |
| 22. September 1973 – 28. September 1973 1 Woche (insgesamt 2) | 2                                     | Marvin Gaye                           | Let’s Get It On Ed Townsend                                               | -                         |
| 29. September 1973 – 5. Oktober 1973 1 Woche (insgesamt 1) | 1                                     | Grand Funk                            | We’re an American Band Don Brewer                                         | -                         |
| 6. Oktober 1973 – 19. Oktober 1973 2 Wochen (insgesamt 2) | 2                                     | Cher                                  | Half-Breed Al Capps, Mary Dean                                            | -                         |
| 20. Oktober 1973 – 26. Oktober 1973 1 Woche (insgesamt 1) | 1                                     | The Rolling Stones                    | Angie Mick Jagger, Keith Richards                                         | -                         |
| 27. Oktober 1973 – 9. November 1973 2 Wochen (insgesamt 2) | 2                                     | Gladys Knight & The Pips              | Midnight Train to Georgia Jim Weatherly                                   | -                         |
| 10. November 1973 – 23. November 1973 2 Wochen (insgesamt 2) | 2                                     | Eddie Kendricks                       | Keep on Truckin’ Frank Wilson, Anita Poree, Leonard Caston                | -                         |
| 24. November 1973 – 30. November 1973 1 Woche (insgesamt 1) | 1                                     | Ringo Starr                           | Photograph George Harrison, Richard Starkey                               | -                         |
| 1. Dezember 1973 – 14. Dezember 1973 2 Wochen (insgesamt 2) | 2                                     | The Carpenters                        | Top of the World Richard Carpenter, John Bettis                           | -                         |
| 15. Dezember 1973 – 28. Dezember 1973 2 Wochen (insgesamt 2) | 2                                     | Charlie Rich                          | The Most Beautiful Girl Billy Sherrill, Norro Wilson, Rory Bourke         | -                         |

## Alben
| ← 1972 ← | Liste der Nummer-eins-Alben in den USA | Liste der Nummer-eins-Alben in den USA | Liste der Nummer-eins-Alben in den USA                                    | 1974 →                    |
| \| Zeitraum \| Wo. ges. \| Interpret \| Titel \| Zusätzliche Informationen \| \| (Zeitraum, Wochen auf Platz eins, Interpret, Titel, zusätzliche Informationen) \| \| \| \| \| \| ------------------------------------------------------------------------------ \| -------- \| ------------------------------ \| ----------------------------------------------------------------------------- \| ------------------------- \| \| 30. Dezember 1972 – 12. Januar 1973 2 Wochen (insgesamt 5) \| 5 \| The Moody Blues \| Seventh Sojourn[28] \| - \| \| 13. Januar 1973 – 16. Februar 1973 5 Wochen (insgesamt 5) \| 5 \| Carly Simon \| No Secrets[29] \| - \| \| 17. Februar 1973 – 2. März 1973 2 Wochen (insgesamt 2) \| 2 \| War \| The World is a Ghetto[30] \| - \| \| 3. März 1973 – 16. März 1973 2 Wochen (insgesamt 2) \| 2 \| Elton John \| Don’t Shoot Me I’m Only the Piano Player[31] \| - \| \| 17. März 1973 – 6. April 1973 3 Wochen (insgesamt 3) \| 3 \| Eric Weissberg & Steve Mandell \| Dueling Banjos from the Original Motion Picture Soundtrack of Deliverance[32] \| - \| \| 7. April 1973 – 20. April 1973 2 Wochen (insgesamt 2) \| 2 \| Diana Ross \| Lady Sings the Blues[33] \| - \| \| 21. April 1973 – 27. April 1973 1 Woche (insgesamt 1) \| 1 \| Alice Cooper \| Billion Dollar Babies[34] \| - \| \| 28. April 1973 – 4. Mai 1973 1 Woche (insgesamt 1) \| 1 \| Pink Floyd \| The Dark Side of the Moon[35] \| - \| \| 5. Mai 1973 – 11. Mai 1973 1 Woche (insgesamt 1) \| 1 \| Elvis Presley \| Aloha from Hawaii Via Satellite[36] \| - \| \| 12. Mai 1973 – 25. Mai 1973 2 Wochen (insgesamt 2) \| 2 \| Led Zeppelin \| Houses of the Holy[37] \| - \| \| 26. Mai 1973 – 1. Juni 1973 1 Woche (insgesamt 1) \| 1 \| The Beatles \| 1967–1970[38] \| - \| \| 2. Juni 1973 – 22. Juni 1973 3 Wochen (insgesamt 3) \| 3 \| Paul McCartney & Wings \| Red Rose Speedway[39] \| - \| \| 23. Juni 1973 – 27. Juli 1973 5 Wochen (insgesamt 5) \| 5 \| George Harrison \| Living in the Material World[40] \| - \| \| 28. Juli 1973 – 17. August 1973 3 Wochen (insgesamt 5) \| 5 \| Chicago \| Chicago VI[41] \| - \| \| 18. August 1973 – 24. August 1973 1 Woche (insgesamt 1) \| 1 \| Jethro Tull \| A Passion Play[42] \| - \| \| 25. August 1973 – 7. September 1973 2 Wochen (insgesamt 5) \| 5 \| Chicago \| Chicago VI \| - \| \| 8. September 1973 – 12. Oktober 1973 5 Wochen (insgesamt 5) \| 5 \| The Allman Brothers Band \| Brothers and Sisters[43] \| - \| \| 13. Oktober 1973 – 9. November 1973 4 Wochen (insgesamt 4) \| 4 \| The Rolling Stones \| Goats Head Soup[44] \| - \| \| 10. November 1973 – 28. Dezember 1973 7 Wochen (insgesamt 7) \| 7 \| Elton John \| Goodbye Yellow Brick Road[45] \| - \| |                                        |                                        |                                                                           |                           |
| ← 1972 |                                        |                                        |                                                                           | → 1974 →                  |
| Zeitraum | Wo. ges.                               | Interpret                              | Titel                                                                     | Zusätzliche Informationen |
| (Zeitraum, Wochen auf Platz eins, Interpret, Titel, zusätzliche Informationen) |                                        |                                        |                                                                           |                           |
| 30. Dezember 1972 – 12. Januar 1973 2 Wochen (insgesamt 5) | 5                                      | The Moody Blues                        | Seventh Sojourn                                                           | -                         |
| 13. Januar 1973 – 16. Februar 1973 5 Wochen (insgesamt 5) | 5                                      | Carly Simon                            | No Secrets                                                                | -                         |
| 17. Februar 1973 – 2. März 1973 2 Wochen (insgesamt 2) | 2                                      | War                                    | The World is a Ghetto                                                     | -                         |
| 3. März 1973 – 16. März 1973 2 Wochen (insgesamt 2) | 2                                      | Elton John                             | Don’t Shoot Me I’m Only the Piano Player                                  | -                         |
| 17. März 1973 – 6. April 1973 3 Wochen (insgesamt 3) | 3                                      | Eric Weissberg & Steve Mandell         | Dueling Banjos from the Original Motion Picture Soundtrack of Deliverance | -                         |
| 7. April 1973 – 20. April 1973 2 Wochen (insgesamt 2) | 2                                      | Diana Ross                             | Lady Sings the Blues                                                      | -                         |
| 21. April 1973 – 27. April 1973 1 Woche (insgesamt 1) | 1                                      | Alice Cooper                           | Billion Dollar Babies                                                     | -                         |
| 28. April 1973 – 4. Mai 1973 1 Woche (insgesamt 1) | 1                                      | Pink Floyd                             | The Dark Side of the Moon                                                 | -                         |
| 5. Mai 1973 – 11. Mai 1973 1 Woche (insgesamt 1) | 1                                      | Elvis Presley                          | Aloha from Hawaii Via Satellite                                           | -                         |
| 12. Mai 1973 – 25. Mai 1973 2 Wochen (insgesamt 2) | 2                                      | Led Zeppelin                           | Houses of the Holy                                                        | -                         |
| 26. Mai 1973 – 1. Juni 1973 1 Woche (insgesamt 1) | 1                                      | The Beatles                            | 1967–1970                                                                 | -                         |
| 2. Juni 1973 – 22. Juni 1973 3 Wochen (insgesamt 3) | 3                                      | Paul McCartney & Wings                 | Red Rose Speedway                                                         | -                         |
| 23. Juni 1973 – 27. Juli 1973 5 Wochen (insgesamt 5) | 5                                      | George Harrison                        | Living in the Material World                                              | -                         |
| 28. Juli 1973 – 17. August 1973 3 Wochen (insgesamt 5) | 5                                      | Chicago                                | Chicago VI                                                                | -                         |
| 18. August 1973 – 24. August 1973 1 Woche (insgesamt 1) | 1                                      | Jethro Tull                            | A Passion Play                                                            | -                         |
| 25. August 1973 – 7. September 1973 2 Wochen (insgesamt 5) | 5                                      | Chicago                                | Chicago VI                                                                | -                         |
| 8. September 1973 – 12. Oktober 1973 5 Wochen (insgesamt 5) | 5                                      | The Allman Brothers Band               | Brothers and Sisters                                                      | -                         |
| 13. Oktober 1973 – 9. November 1973 4 Wochen (insgesamt 4) | 4                                      | The Rolling Stones                     | Goats Head Soup                                                           | -                         |
| 10. November 1973 – 28. Dezember 1973 7 Wochen (insgesamt 7) | 7                                      | Elton John                             | Goodbye Yellow Brick Road                                                 | -                         |